# Feldebrő
Feldebrő es un pueblo ubicado en el distrito de Eger, en el condado de Heves, Hungría.

## Superficie
Posee una superficie de 26,52 kilómetros cuadrados.

## Demografía
Hasta 2019 la población era de 920 habitantes, con una densidad de población de 34,69 habitantes por kilómetro cuadrado.